# Campionato europeo maschile under 19 di calcio 2002
Il Campionato europeo Under-19 organizzato in Norvegia dal 21 al 28 luglio 2002 per tutti i calciatori nati dopo il 1º gennaio 1983.

## Squadre partecipanti
Belgio

 Rep. Ceca

 Germania

 Inghilterra

 Irlanda

 Norvegia (ospitante)

 Slovacchia

 Spagna

## Gironi

### Girone A
| Squadra    | Pt | G | V | N | P | GF | GS | DR |
| ---------- | -- | - | - | - | - | -- | -- | -- |
| Spagna     | 7  | 3 | 2 | 1 | 0 | 7  | 2  | +5 |
| Slovacchia | 6  | 3 | 2 | 0 | 1 | 11 | 6  | +5 |
| Rep. Ceca  | 4  | 3 | 1 | 1 | 1 | 4  | 6  | -2 |
| Norvegia   | 0  | 3 | 0 | 0 | 3 | 1  | 9  | -8 |

| Arbitro: | Georgios Kasnaferis |

|                      |           |                                                    |
| Grindheim 90’ (rig.) | Marcatori | 28’ Kurty 37’ Šebo 59’ Konečný 75’ Labun 86’ Jurko |

| Arbitro: | Darko Čeferin |

|             |           |             |
| Iniesta 63’ | Marcatori | 78’ Svěrkoš |

| Arbitro: | Emil Božinovski |

|  |           |                           |
|  | Marcatori | 22’, 68’ Reyes 54’ Torres |

| Arbitro: | Paulo Costa |

|                                                         |           |                              |
| Žofčák 16’ Halenár 33’ (rig.) Šebo 46’, 65’ Sloboda 87’ | Marcatori | 21’ (rig.) Fořt 34’ Dosoudil |

| Arbitro: | Sten Kaldma |

|         |           |  |
| Rada 4’ | Marcatori |  |

| Arbitro: | Edo Trivković |

|         |           |                                     |
| Čech 6’ | Marcatori | 15’ Sergio García 65’, 90+1’ Torres |

### Girone B
| Squadra     | Pt | G | V | N | P | GF | GS | DR |
| ----------- | -- | - | - | - | - | -- | -- | -- |
| Germania    | 7  | 3 | 2 | 1 | 0 | 8  | 4  | +4 |
| Irlanda     | 6  | 3 | 2 | 0 | 1 | 5  | 6  | -1 |
| Inghilterra | 2  | 3 | 0 | 2 | 1 | 6  | 7  | -1 |
| Belgio      | 1  | 3 | 0 | 1 | 2 | 3  | 5  | -2 |

| Arbitro: | Sten Kaldma |

|                               |           |                              |
| Ashton 9’ Thomas 30’ Cole 73’ | Marcatori | 4’ Volz 90’ Lahm 90+3’ Hanke |

| Arbitro: | Sten Kaldma |

|             |           |                      |
| Blondel 51’ | Marcatori | 26’ (rig.), 69’ Daly |

| Arbitro: | Darko Čeferin |

|            |           |              |
| Ashton 75’ | Marcatori | 82’ Janssens |

| Arbitro: | Georgios Kasnaferis |

|                                      |           |  |
| Riether 22’ Trochowski 57’ Hanke 79’ | Marcatori |  |

| Arbitro: | Paulo Costa |

|                                       |           |                              |
| Daly 54’ (rig.) Paisley 73’ Kelly 74’ | Marcatori | 11’ Carter 45’ (rig.) Ashton |

| Arbitro: | Emil Božinovski |

|                      |           |                 |
| Volz 36’ Odonkor 72’ | Marcatori | 32’ Vandenbergh |

## Finale 3º- 4º Posto
| Arbitro: | Sten Kaldma |

|                      |           |             |
| Bruško 56’ Jurko 75’ | Marcatori | 53’ Brennan |

## Finale 1º- 2º Posto
| Arbitro: | Darko Čeferin |

|            |           |  |
| Torres 55’ | Marcatori |  |

## Marcatori
4 gol
- Fernando Torres

3 gol
- Dean Ashton
- Jon Daly
- Filip Šebo

2 gol
- Mike Hanke
- Moritz Volz
- Roman Jurko
- José Antonio Reyes

1 gol
- Jonathan Blondel
- Styn Janssens
- Kevin Vandenbergh
- Radek Dosoudil
- Pavel Fořt
- Tomáš Rada
- Václav Svĕrkoš
- Darren Carter
- Carlton Cole
- Jerome Thomas
- Philipp Lahm
- David Odonkor
- Sascha Riether
- Piotr Trochowski
- Stephen Brennan
- Stephen Kelly
- Stephen Paisley
- Christian Grindheim
- Tomáš Bruško
- Marek Čech
- Juraj Halenár
- Roman Konečný
- Marián Kurty
- Tomáš Labun
- Tomás Sloboda
- Igor Žofčák
- Andrés Iniesta
- Sergio García

## Squadre qualificate al campionato mondiale di calcio Under 20
Di seguito elencate le sei squadre qualificate al Mondiale U-20:
- Rep. Ceca U-20
- Inghilterra U-20
- Spagna U-20
- Germania U-20
- Irlanda U-20
- Slovacchia U-20